# Баснер, Вениамин Ефимович
Вениами́н Ефи́мович Ба́снер (1 января 1925 — 3 сентября 1996) — советский и российский композитор. Автор музыки более чем к ста кинофильмам. Народный артист РСФСР (1982).

## Биография
Родился 1 января 1925 года в Ярославле в еврейской семье, эвакуированной из Двинска с началом Первой мировой войны. Оба его деда, а также родители, несмотря на вынужденную ассимиляцию евреев в СССР, говорили на идише. С малых лет Вениамин Баснер воспитывался в еврейском духе.
Большое влияние на Баснера оказал его дед, Хирш Яковлевич Гредитор, портной по профессии, знавший большое количество еврейских народных песен. Обучался игре на скрипке в детской музыкальной школе № 1 в Ярославле. Одним из первых крупных музыкальных впечатлений в жизни юного Баснера стало исполнение в Ярославле в 1938 году Пятой симфонии Дмитрия Шостаковича. По окончании Ярославского музыкального училища в 1942 году Баснер был приглашён в Ярославскую филармонию в качестве солиста, но уже через год был призван в армию, где служил в военном оркестре аранжировщиком, а также ремонтировал музыкальные инструменты.
В 1944 году Баснера демобилизовали, и он поступил в ЛГК имени Н. А. Римского-Корсакова по классу скрипки и композиции.
Окончив консерваторию в 1949 году, он начал выступать как солист и оркестровый музыкант.
В 1955 году Баснер стал членом Ленинградского отделения Союза композиторов СССР и возглавил в нём комиссию по работе с молодёжью.
В последующие годы композитор много сочинял, наибольшую известность ему принесли его оперетты, военные песни и киномузыка (в том числе «С чего начинается Родина» (из к/ф «Щит и меч»), «На безымянной высоте», «От разлуки до разлуки» (из к/ф «Тишина»), «Берёзовый сок» (из к/ф «Мировой парень»), «Целую ночь соловей нам насвистывал» (из т/ф «Дни Турбиных»), «Песня о рыжем щенке» (из к/ф «Учитель пения»), «Это было недавно, это было давно» (из к/ф «Друзья и годы»), «На всю оставшуюся жизнь» (из одноимённого т/ф). Баснер также является автором ряда статей в музыкальных журналах СССР.
Большое влияние на творчество Баснера оказала его многолетняя дружба с Дмитрием Шостаковичем. Шостакович хорошо отзывался о сочинениях Баснера, помогал продвигать их на сцену. Как и Шостакович, Баснер высоко ценил музыку Густава Малера (чьё влияние также заметно в музыке композитора) и еврейский музыкальный фольклор.
В 1994 году Баснер смог осуществить свою давнюю мечту — открыть в Петербурге еврейский театр «Симха» («Радость»), и на первом представлении мюзикла «Еврейское счастье» сам исполнил партию скрипки.

могила В. Е. Баснера

В. Е. Баснер умер 3 сентября 1996 года в посёлке Репино под Санкт-Петербургом. Похоронен на Комаровском кладбище.

## Семья
Родители — Ефим Семёнович Баснер (1899—1965), работал на обувной фабрике «Североход», и Роза Григорьевна Гредитор (1906—1977), домохозяйка.
Первый брак — с Ниной Ефимовной Каплан. Вениамин Баснер встретился с ней в 1947 году в Ленинграде, две дочери — Ольга и Елена. Елена Баснер (род. 1956) — искусствовед, исследователь русского авангарда, консультант шведского аукционного дома Bukowskis; в прошлом — куратор отдела искусства XX века Государственного Русского музея.
Второй брак — с композитором Людмилой Павловной Сухоруковой (род. 1950).
Третий брак — с композитором Айслу (Лукерьей) Расимовной Баснер (девичья фамилия Губайдуллина), дочь Анна-Авиталь.
Младшие братья — кандидат медицинских наук Герман Баснер (1931—2005); кандидат физико-математических наук Марк  Баснер (род. 1937), математик.
Двоюродный брат — кинорежиссёр Александр Митта.

## Основные сочинения
Оперы
- «Вешние воды» (по роману И. Тургенева, 1975)
- «Отель „Танатос“» (по новелле А. Моруа, 1991; не окончена)

Балет
- «Три мушкетёра» (1964)

Оперетты и мюзиклы
- «Полярная звезда» (1966)
- «Требуется героиня» (1968)
- «Южный крест» (1971)
- «Год голубого зайца» («Белый танец»; 1978)
- «Между небом и землёй» (1980)
- «Блистающие облака» (1982)
- «Моя хата с краю» (1985)
- «Мы из Одессы, здрасьте!» (1988, не окончена)
- «Ты — великая актриса» (1990)
- «Еврейское счастье» (1994)

Вокально-симфонические сочинения
- «Весна, песни, волнения» (текст Л. Мартынова) для голосов соло, хора и оркестра (1963)
- «Вечный огонь» (текст М. Матусовского) для баритона, хора мальчиков и оркестра (1971)
- Пять стихотворений М. Лермонтова для баритона и оркестра (1979)
- Симфония № 2 «Блокада» (текст М. Матусовского) для баритона, хора и оркестра (1983)
- Симфония № 3 «Любовь» (текст Э. Верхарна) для тенора и оркестра (1988)

Сочинения для оркестра, концерты
- «Поэма об осаждённом Ленинграде» (1957)
- Симфония № 1 (1958), посвящена Д. Д. Шостаковичу[10]
- Концерт для скрипки с оркестром (1966)
- Концерт для виолончели с оркестром «Царь Давид» (1967—1980)
- Симфониетта для флейты и струнных (1972)
- Симфония «Катерина Измайлова» (по опере Шостаковича, 1993)

Камерные сочинения
- Пять струнных квартетов (1948, 1953, 1960, 1969, 1975)
- Соната для скрипки и фортепиано (1982)

Камерно-вокальные сочинения
- «Парабола» (текст А. Вознесенского) для баритона и фортепиано (1962)
- «Гойя» (текст А. Вознесенского) для баритона, английского рожка, фагота и фортепиано (1965)
- Восемь стихотворений А. Ахматовой для меццо-сопрано и гитары (1977)
- «Памяти Владимира Высоцкого», шесть баллад для голоса и инструментального ансамбля (1981)
- Сюита на стихи О. Мандельштама и других авторов для баритона, гобоя, английского рожка, двух фаготов и фортепиано (1983)
- Романсы и песни для голоса и фортепиано на стихи русских и зарубежных авторов, музыка более чем к 100 кинофильмам и пр.

## Музыка кино
- 1956 — Бессмертный гарнизон
- 1956 — Человек родился
- 1958 — Трое вышли из леса
- 1959 — Сверстницы
- 1959 — Солнце светит всем
- 1959 — Судьба человека
- 1960 — Мичман Панин
- 1961 — Битва в пути
- 1961 — Полосатый рейс
- 1963 — Родная кровь
- 1964 — Тишина
- 1965 — Как вас теперь называть?
- 1965 — Первая Бастилия
- 1965 — Друзья и годы
- 1968 — Щит и меч
- 1969 — На пути в Берлин
- 1969 — Посол Советского Союза
- 1970 — Море в огне
- 1971 — Мировой парень
- 1972 — Опасный поворот
- 1972 — Капитан Джек
- 1972 — Разрешите взлёт!
- 1973 — Учитель пения
- 1974 — Странные взрослые
- 1974 — Морские ворота
- 1975 — На всю оставшуюся жизнь…
- 1976 — Дни Турбиных
- 1977 — Блокада
- 1977 — Фронт за линией фронта
- 1979 — Задача с тремя неизвестными
- 1979 — Родное дело
- 1981 — Факты минувшего дня
- 1981 — Они были актёрами
- 1983 — Водитель автобуса
- 1983 — Здесь твой фронт
- 1984 — Три процента риска
- 1985 — Тайная прогулка
- 1985 — Воскресный папа
- 1986 — Рысь возвращается
- 1985 — Через все годы
- 1986 — Семь криков в океане
- 1987 — Железный дождь
- 1989 — А был ли Каротин?
- 1990 — Мышеловка
- 1990 — Неизвестные страницы из жизни разведчика
- 1991 — Люми
- 1992 — Зачем алиби честному человеку?
- 1996 — Возвращение «Броненосца»

## Дискография
- 2001 — «Вениамин Баснер. На всю оставшуюся жизнь… Песни о войне» (CDMAN075-01, издательство Bomba-Piter inc.)
- 2001 — «Вениамин Баснер. Белой акации гроздья душистые… Песни из кинофильмов» (CDMAN076-01, издательство Bomba-Piter inc.)
- 2004 — «Вениамин Баснер. Струнные квартеты» — исполняет Квартет имени Танеева (CDMAN233-04, издательство Bomba-Piter inc.)
- 2006 — «Вениамин Баснер. „Ты и я“» — исполняет Санкт-Петербургский Двойной дуэт Ма. Гр. Иг. Ал и солисты: Людмила Сенчина, Андрей Славный, Хор под управлением Сергея Екимова. (CDMAN282-06, издательство Bomba-Piter inc.)
- 2007 — «Вениамин Баснер. Произведения для скрипки. Концерт для скрипки с оркестром (солист Михаил Вайман, дирижирует Геннадий Рождественский), Соната для скрипки и фортепиано „Памяти Михаила Ваймана“ (Борис Гутников — скрипка, .Эмма Жохова — фортепиано)» (CDMAN258-07, издательство Bomba-Piter inc.)
- 2007 — «Вениамин Баснер. Сюиты для симфонического оркестра из кинофильмов „Бессмертный гарнизон“, „Судьба человека“, Симфоническая поэма об осаждённом Ленинграде из кинофильма „Ленинградская симфония“». (CDMAN259-07, издательство Bomba-Piter inc.)
- 2008 — Эдуард Хиль. Берёзовый сок (BoMB 033-490, издательство «Бомба Мьюзик»)

## Признание и память

Мемориальная доска, посвящённая В. Баснеру на набережной Мойки,16

- Орден Дружбы (29 декабря 1994 года) — за заслуги перед государством, успехи, достигнутые в труде, культуре, искусстве, большой вклад в укрепление дружбы и сотрудничества между народами[11]
- заслуженный деятель искусств РСФСР (1974).
- народный артист РСФСР (1982).
- Государственная премия РСФСР имени братьев Васильевых (1980) — за музыку к фильму «Блокада» (1973, 1977).
- В честь Вениамина Баснера назван астероид (4267) Basner[12].
- В 2005 году на фасаде дома № 16 на набережной реки Мойки была установлена мемориальная доска памяти В. Е. Баснера[13][14].
- В 2020 году именем Баснера была названа улица в Ярославле.